# Elbert Hubbard
Elbert Green Hubbard (19. června 1856 Bloomington – 7. května 1915 RMS Lusitania) byl americký spisovatel a filozof. Je znám mj. jako autor bestselleru A Message to Garcia (Poselství Garciovi), kterého se prodalo přes 40 milionů výtisků.
V roce 1895 založil skupinu The Roycrofters, což byla komunita umělců a řemeslníků ve vesnici East Aurora ve státě New York. Sem se přestěhoval se svou ženou Berthou Crawford, kterou si vzal v roce 1881. Měli spolu čtyři děti.
V roce 1894 se mu narodila dcera ze vztahu s Alice Moore (1861–1915). Roku 1903 se se svou první ženou rozvedl, o rok později si vzal Alice. Spolu s ní se v roce 1915 vydal do Evropy, aby mohl hovořit s německým císařem Vilémem II. Oba zemřeli na palubě luxusního zaoceánského parníku RMS Lusitania, který 7. května 1915 torpédovala německá ponorka U-20. Jejich těla nebyla nikdy vyzvednuta nebo identifikována. Elbertu Hubbardovi bylo 58 let.

## Dílo (výběr)
- Little Journeys to the Homes of the Great (1895–1910)
- The Legacy (1896)
- A Message to Garcia (1899), česky několikrát vyšlo jako Poselství Garciovi
- A Message to Garcia and Thirteen Other Things (1901)[2]
- Love, Life and Work (1906)
- White Hyacinths (1907)
- Health and Wealth (1908)
- The Mintage (1910)
- Jesus Was An Anarchist (1910)

## Ve filmu
Kniha Poselství Garciovi byla dvakrát zfilmována; v roce 1916 šlo o němý film, v roce 1936 vzniklo nové zpracování s Wallacem Beerym a Barbarou Stanwyck v hlavních rolích.